# Daniel Gillies
Daniel Joshua Gillies (Winnipeg, 14 maart 1976) is een in Canada geboren Nieuw-Zeelands acteur. Hij is vooral bekend van de televisieserie The Vampire Diaries en de spin-off The Originals. Zijn rol als dokter Joel Goran in de Canadese serie Saving Hope is ook heel bekend.

## Biografie
Gillies werd geboren in Canada. Toen hij vijf jaar oud was, besloten zijn ouders om terug te keren naar hun geboorteland Nieuw-Zeeland en ze verhuisden met zijn allen naar Invercargill. Daarna belandden ze in Hamilton. Hoewel hij voortkwam uit een familie van medici (zijn vader is kinderarts, zijn moeder verpleegster en zijn betbetovergrootvader was de gerenommeerde plastisch chirurg Harold Gillies), kreeg het vak van acteren vat op hem. Hij studeerde aan de Unitec School of Performing Arts.
De acteur begon met zijn carrière door in verscheidene Auckland Theatre Company-producties mee te spelen voordat hij een hoofdrol kreeg in twee seizoenen van het televisiedrama Street Legal. Omdat hij daarna geen werk vond in Nieuw-Zeeland, vertrok hij in 2001 voor zes weken naar Sydney in Australië. Hierna keerde hij voor twee maanden terug naar Canada, waar hij als ober en bordenwasser werkte, tot hij naar Los Angeles in de VS verhuisde. Uiteindelijk werd hij uitverkoren voor een rol in Bride & Prejudice en Spider-Man 2.
Sinds 2002 heeft Gillies in verschillende Canadese en Amerikaanse films en televisieseries meegespeeld. Hij had onder andere gastrollen in Masters of Horror, NCIS en True Blood. Gillies trouwde in 2004 met de Amerikaanse actrice Rachael Leigh Cook. In 2013 kregen ze een kind. Vanaf 2010 speelde hij Elijah Mikaelson in The Vampire Diaries. In 2012 kreeg hij ook een rol in de serie Saving Hope. In datzelfde jaar voltooide hij na vijf jaar schrijven zijn eerste film, Broken Kingdom.

## Filmografie
- Biblioteca Nacional de España: XX5146271
- Bibliothèque nationale de France: cb150205715 (data)
- Gemeinsame Normdatei: 137190492
- International Standard Name Identifier: 0000 0001 1448 5991
- Library of Congress Control Number: no2005037625
- Nationale Bibliotheek van Israël: 987007321809505171
- Nederlandse Thesaurus van Auteursnamen: 387123423
- Système universitaire de documentation: 143299565
- Virtual International Authority File: 76595013
- WorldCat: E39PBJt8pd8QW6FBXDfChTqqQq